# BVZ Holding
Die BVZ Holding AG mit Sitz in Zermatt ist ein Schweizer Verkehrsdienstleistungskonzern mit Kernaktivitäten im Tourismus und im öffentlichen Verkehr. Das Unternehmen ging 1999 aus der Eisenbahngesellschaft Brig–Visp–Zermatt hervor und bildet heute eine auf den Schweizer Alpenraum spezialisierte Unternehmensgruppe. Die BVZ-Gruppe erbringt öffentliche Verkehrs- und Tourismusdienstleistungen in den Kantonen Wallis, Uri und Graubünden. Das Kerngeschäft besteht aus dem Regionalverkehr der Matterhorn Gotthard Bahn zwischen Disentis bzw. Göschenen und Zermatt sowie dem Zugshuttle Täsch–Zermatt, dem Autoverlad am Furkapass und den Gütertransporten zwischen Visp und Zermatt. (Service Public).
Die BVZ-Holding erwirtschaftete 2024 einen Umsatz von über CHF 200 Mio. und beschäftigte mehr als 700 Mitarbeitende. Die BVZ Holding ist seit ihrer Gründung an der Schweizer Börse SIX Swiss Exchange kotiert.
| Überblick Konzernstruktur BVZ Holding AG | Überblick Konzernstruktur BVZ Holding AG                | Überblick Konzernstruktur BVZ Holding AG                           | Überblick Konzernstruktur BVZ Holding AG                                                                                                 |
| Geschäftsfeld Gornergrat                 | Geschäftsfeld Immobilien                                | Geschäftsfeld Beteiligungen                                        | Geschäftsfeld Mobilität |
| ---------------------------------------- | ------------------------------------------------------- | ------------------------------------------------------------------ | --- |
| Gornergrat Bahn AG (GGB) 100 %           | BVZ Asset Management AG 100 % Andermatt Central AG 50 % | Matterhorn Terminal AG Täsch (MTT) 34 % Zermatt Bergbahnen AG 22 % | AG Matterhorn Gotthard Bahn (MGM)* 50 % Matterhorn Gotthard Verkehrs AG (MGV) 75 % Glacier Express AG – 50 % Panoramic Gourmet AG – 50 % |
|                                          |                                                         |                                                                    | Matterhorn Gotthard Infrastruktur AG (MGI) 0 %                                                                                           |